# Volkssturmgewehr 1–5
A Volkssturmgewehr 1–5 (néprohampuska) egy 7,92×33 mm Kurz lőszert tüzelő öntöltő puska volt, melyet a náci Németország fejlesztett ki a második világháború alatt. Ismert volt még VG 1–5, Volkssturm-Gewehr 1–5, Versuchs-Gerät 1–5 és „Gustloff” néven is; a fegyvert a Volkssturm milícia számára fejlesztették ki, mint olcsón sorozatgyártható fegyver.

## Fejlesztés
A VG 1–5 puskát 1944-ben Karl Barnitzke fejlesztette ki a Gustloff-Werke cégtől a primitív fegyverprogram (Primitiv-Waffen-Programm) keretében, kifejezetten a Volkssturm számára. A VG 1–5 gyártását 1945 januárjában indították be, és egészen a háború végéig gyártották; nagyjából 10000 darab készült belőle.

## Tervezet

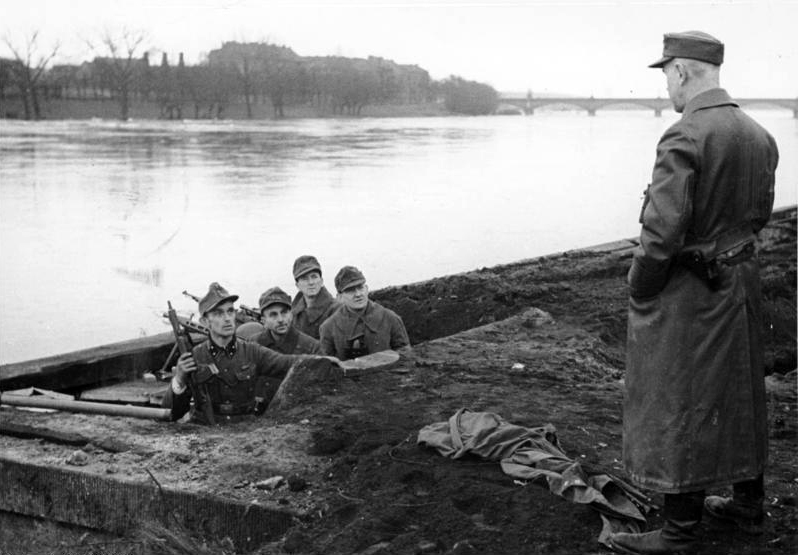
Volkssturm katonák egy tüzelőállásban az Odera folyó mentén 1945-ben. A bal oldali katonánál egy Volkssturmgewehr 1–5 látható.

A fegyver a korai Sturmgewehr 7,92×33 mm Kurz köztes lőszerét használta, illetve annak 30 töltényes szekrénytárját is.
A Volkssturmgewehr 1–5 gázzal késleltetett tömegzáras működésű, amely a Barnitzke rendszeren alapul, ahol a gáz a cső töltényűr részénél ellenállást képez a működtető részek hátraható impulzusára, amely megszűnik, mikor a lövedék elhagyja a csőszájat, lehetővé téve a működtető részeknek, hogy hátralendüljenek a töltényhüvelyben maradt nyomás által. Ezt az elvet a legsikeresebben a H&K P7 pisztolynál használták.
A VG 1–5 hasonló építésű, mint sok géppisztoly, a fegyvercső körül burkolat és rugó van; az egész burkolat hátrasiklik. A závárzat az ütőszeggel a fegyvercső burkolat végében helyezkedik el. A hátsó vége a fegyvernek nem üt vissza; az ütőszeget és az elsütő billentyűt ebbe építették bele. A gáz négy nyílásból jön, közel a cső végéhez, és zárva tartja a tömegzárat, amíg a gáznyomás el nem ér egy biztonságos szintet. Néhány fegyver váltható tűzállással is készült.

## Lásd még
- StG 44
- StG 45(M)/AME 49 puskaprototípusok, görgőkkel késleltetett tömegzáras működéssel
- MP 3008 géppisztoly, a Volkssturm számára kifejlesztve

## Fordítás
- Ez a szócikk részben vagy egészben  a   Volkssturmgewehr 1-5 című angol Wikipédia-szócikk ezen változatának fordításán alapul.  Az eredeti cikk szerkesztőit annak laptörténete sorolja fel. Ez a jelzés csupán a megfogalmazás eredetét és a szerzői jogokat jelzi, nem szolgál a cikkben szereplő információk forrásmegjelöléseként.